# 亞科維奇
50°46′19″N 24°33′24″E / 50.77194°N 24.55667°E
亞科維奇（烏克蘭語：Яковичі），是烏克蘭西北部的村莊，隸屬沃倫州的沃洛德米爾區。該村始建於1545年，面積0.98平方公里，海拔高度177米，2001年人口193，人口密度每平方公里196.54人。